# Amphichaetodon melbae
Amphichaetodon melbae е вид лъчеперка от семейство Chaetodontidae.

## Разпространение и местообитание
Видът е разпространен в Чили (Великденски остров).
Среща се на дълбочина от 10 до 13 m, при температура на водата около 18,9 °C и соленост 34,7 ‰.